# Барьер Эрлиха — Швобеля
Барьер Эрлиха — Швобеля (англ. Ehrlich–Schwoebel barrier или англ. Schwoebel barrier) — дополнительный диффузионный барьер, который атом, находящийся на поверхности кристалла, должен преодолеть при пересечении атомной ступени.

## Описание

Схематическое изображение потенциального рельефа поверхности вблизи ступени. ΔE_{ES} — барьер Эрлиха — Швобеля, который атом на поверхности (темный кружок) должен преодолеть в дополнение к диффузионному барьеру E_{diff} на террасе для того, чтобы пересечь край ступени и оказаться на нижней террасе.

Влияние атомной ступени на диффузию атомов на поверхности можно представить с помощью диаграммы на рис., иллюстрирующей потенциальный рельеф поверхности для атома вблизи ступени.
Как можно видеть, атом, сталкивающийся со ступенью с нижней стороны, может присоединиться к ступени, так как адсорбционное место на нижней террасе непосредственно у ступени характеризуется большим количеством ближайших соседей по сравнению с атомом на террасе и, следовательно, большей энергией связи. Атом, пришедший к краю ступени с верхней стороны, сталкивается с барьером, который может быть больше, чем диффузионный барьер на террасе Ediff. Дополнительный барьер ΔEES, известный как барьер Эрлиха — Швобеля, возникает из-за того, что при пересечении края ступени атом проходит через положение с пониженным числом ближайших соседей.
Концепция барьера Эрлиха–Швобеля достаточно широко используется для анализа многих морфологических превращений на поверхности. Однако, неизвестно ни одного надежного экспериментального измерения его величины. По-видимому, его величина не превышает нескольких десятых эВ.